# Georg Utz
Georg Utz (ur. 22 sierpnia 1935 w Kornwestheim, zm. 25 grudnia 2019) – zachodnioniemiecki zapaśnik walczący w obu stylach. Olimpijczyk z Rzymu 1960, gdzie zajął dziewiąte miejsce w kategorii 79 kg, w stylu wolnym.
Piąty na mistrzostwach świata w 1962 roku.
Mistrz RFN w 1959 i 1960; drugi w 1958; trzeci w 1962, w stylu wolnym. Mistrz w stylu klasycznym w latach 1959-1962; drugi w 1957 i 1958; trzeci w 1956 roku.